# Rieni
Rieni è un comune della Romania di 3 111 abitanti, ubicato nel distretto di Bihor, nella regione storica della Transilvania.
Il comune è formato dall'unione di 6 villaggi: Cucuceni, Ghighișeni, Petrileni, Rieni, Sudrigiu, Valea de Jos.